# Mathias Spohr
Mathias Spohr (* 11. Mai 1960 in Wien) ist ein Schweizer Musik- und Medienwissenschaftler. Er war von 2005 bis 2007 Leiter des Studiengangs Theater an der Hochschule der Künste Bern für den Bachelor/Master-Bereich.

## Leben
Mathias Spohr promovierte an der Universität Zürich im Fach Literaturkritik über französische Literatur. Spohr arbeitete unter anderem nach journalistischen (Theaterkritiker für die Neue Zürcher Zeitung) und theaterpraktischen (unter anderem angefangene, aber nicht beendete Schauspielausbildung in Zürich, Regisseur, Theatermusiker) Tätigkeiten im Forschungsinstitut für Musiktheater der Universität Bayreuth, wo er sich auch habilitierte. An den Universitäten Bayreuth, Bern und Wien unterrichtet er unter anderem auf dem Gebiet populäres Theater und Medien.
Daneben war er als Schauspieler an verschiedenen Theatern und bei Tourneeproduktionen tätig, unter anderen am Theater Heddy Maria Wettstein Zürich, Theater Tuchlaube Aarau, Theater mbH Wien.
Mathias Spohr betätigt sich auch als Autor von Theatertexten (zum Beispiel Mnemosia, uraufgeführt 2005 im Blauen Saal, Zürich) und Komponist und Bearbeiter von Konzert-, Bühnen-, Film- und Circusmusik. So gestaltete er auch zum Beispiel die Filmmusik zu dem Märchenfilm Der Teufel und seine zwei Töchter. Er schreibt auch Orchesterarrangements für Musikverlage und CD-Einspielungen. Größere Bühnenkompositionen von Spohr wurden schon am Opernhaus Zürich (1990) und am Stadttheater Ústí nad Labem (2001) aufgeführt.

## Schriften
- Das Schöpferische widerspiegelt sich selbst. Überlegungen zu Diderots Le neveu de Rameau (= Europäische Hochschulschriften. Reihe 13: Französische Sprache und Literatur. Bd. 121). Lang, Frankfurt am Main u. a. 1987, ISBN 3-261-03727-X (Zugleich: Zürich, Universität, Dissertation, 1987).
- als Herausgeber: Geschichte und Medien der „gehobenen Unterhaltungsmusik“. Chronos, Zürich 1999, ISBN 3-905313-39-1.
- als Bearbeiter und Herausgeber: Nestroy-Bühnenmusik. 5 Bände. Theater-Verlag Eirich, Wien 1991–1998, (Klavierauszüge).
- Das gemeinsame Mass. Ansätze zu einer allgemeinen Medientheorie (= Im Kontext. 20). Mueller-Speiser, Anif 2003, ISBN 3-85145-081-7.
- Tanz der Zeichen. 200 Jahre François Delsarte, (=Themenheft Kodikas/Code, Ars semeiotica, Jg. 35, H. 3/4), Narr, Tübingen 2013.
- Swiss Film Music Anthology 1923–2012, Chronos, Zürich 2014, ISBN 978-3-0340-1265-2.